# Пісня про хрестовий похід проти альбігойців
«Пісня про хрестовий похід проти альбігойців» (фр. Chanson de la croisade albigeoise, оксит. Canso de la crozada) — староокситанська епічна поема про Альбігойський хрестовий похід, що продовжився з 1208 до червень 1219 року. Поема написана в старофранцузькому жанрі жест частинами: початкова її частина до 1213 року належить перу Гійома Тудельського , а закінчення — невідомому продовжувачу. Найновіші дослідження називають як останній трубадура Гі де Кавальона. Ця поема є одним із трьох основних середньовічних творів, присвячених Альбігойському хрестовому походу поряд з «Альбігойською історією» П'єра з Во-де-Серне, і «Хронікою» Гійома Пюїлоранського.
Зберігся єдиний манускрипт всієї «Пісні» (fr. 25425 у Національній бібліотеці Франції), написаний в Тулузі або неподалік приблизно 1275 року.

## Сюжет

### Перша частина
Перша частина «Пісні про хрестовий похід проти альбігойців» написана Гійомом Тудельським, який називає себе «maestre W» у лессах 1 і 9. Також у 9 лессі автор вказує 1210 рік як дату початку роботи над своїм твором. Твір включає перші 2749 рядків зі 130 лессами (римованими стансами різної довжини) та відносить початок дії сюжету до 1213 року.
Автор підтримує хрестоносців і виступає проти їхніх супротивників — катарів та інших жителів півдня. Текст вперше використовує термін «хрестовий похід» (crozada). Латинським позначенням хрестових походів було negotium crucis («справа хреста»). Окситанський термін crozada проник у французьку мову як croisade до XV століття .

### Друга частина
У другій частині 6811 римованих рядків (лесси з 131 до 214). Авторство точно не встановлено, хоча останні припущення називають ім'я трубадура Гі де Кавальона. Безперечно, автор був освіченою людиною, яка володіла знаннями з теології та законів, що стосуються Архієпархії Тулузи (автор називає єпископа Фолькета Марсельського «нашим єпископом»). Міхель Зінк вважає, що автор перебував у 1215—1216 роках у Римі та Провансі з Раймундом VII, графом Тулузьким . Поет згадує смерть Гі де Монфора, що трапилася в 1228 році (лесса 142, рядки 7-8). Неясно, чи написано другу частину «Пісні» після цієї події чи згадку про смерть Гі де Монфора було вставлено пізніше. Саверіо Квіда вважає, що автором був Гі де Кавальон, який був трубадуром, шляхтичем і одним із відданих союзників Раймунда VII Тулузького.
Друга частина твору охоплює період з 1213 року і висловлює протилежну думку, що критикує хрестоносців і підтримує жителів півдня (але не катарів). «Пісня про хрестовий похід проти альбігойців» є основним наративним джерелом, що відображає точку зору окситанців. Особливо важливий період з квітня 1216 по червень 1219, оскільки прозова розповідь П'єра де Во-де-Серне з 1216 стає все більш уривчастою і неповною

## Переклади
Вперше текст видав у 1837 році французький філолог Клод Фор'єль . Перше видання "Chanson de la croisade contre les albigeois " опубліковане в перекладі французькою мовою Полем Меєром у двох томах (1875—1879) . Ежен Мартен-Шабо (Eugène Martin-Chabot) у багатотомнику (1931—1961) видав інший переклад французькою мовою твору під назвою «Chanson de la croisade albigeoise» . У 1992 році Анрі Гуго опублікував новий переклад . Англійський переклад з'явився в 1996 році за авторством Ширлі.